# Typ 97 Chi-Ha
Typ 97 Chi-Ha – japoński czołg średni z okresu II wojny światowej.

## Historia
W połowie lat 30. XX wieku japońskie dowództwo zdecydowało się unowocześnić sprzęt pancerny. W 1936 roku arsenał w Osace przedstawił prototypowy czołg Typ 97 Chi-Ni, a koncern Mitsubishi prototyp czołgu Typ 97 Chi-Ha. Początkowo większe szanse na wprowadzenie do uzbrojenia miał lżejszy (ważący 9800 kg) czołg z Osaki, gdyż pomyślnie ukończył wojskowe testy poligonowe. Jednak doświadczenia armii japońskiej z walk w Chinach i informacje od armii uczestniczących w hiszpańskiej wojnie domowej sprawiły, że do uzbrojenia wprowadzono piętnastotonowy wóz firmy Mitsubishi. Nowo powstałe czołgi użyte zostały w starciach na terenach Mongolii, okupowanej Korei, ZSRR i Chin. Pierwsze starcia toczyły się między Cesarstwem Wielkiej Japonii, a Chinami. Sukces Japończycy zawdzięczali nie czołgom, lecz niemożności przeciwstawienia się im Chińczyków, którzy nie dysponowali czołgami ani odpowiednią bronią przeciwpancerną. 
Jak napisał amerykański historyk Chris Chant: „Japońskim podbojom na Dalekim Wschodzie sprzyjał fakt, iż tamtejsi przeciwnicy Japonii nie mieli prawie broni pancernej ani nawet skutecznych dział przeciwpancernych”.
Sojusze polityczne spowodowały, iż na pomoc słabnącym Chińczykom ruszył Związek Radziecki, wyposażony w nowe modele czołgów rodzimej produkcji, BT-7 i T-26. W latach 1938–1939 jednostki uzbrojone w czołgi Typ 97 wzięły udział w walkach nad jeziorem Chasan i rzeką Chałchin-Goł. Mimo słabszego pancerza, czołgi radzieckie posiadały dużą szybkość i zwrotność. Choć to Związek Radziecki poniósł większe od przeciwników straty, ostatecznie zmusił Japończyków do podpisania zawieszenia broni. Możliwe, że powodem przegranej Japończyków był również fakt małego doświadczenia w bitwach pancernych, brak regularnej modernizacji sprzętu i nie wyciąganie wniosków z konfliktów w latach 1931–1932. Starcia z Sowietami wykazały, że używane przez Japończyków armaty czołgowe były przestarzałe i nieskuteczne w zwalczaniu opancerzonych pojazdów nieprzyjacielskich. Problemem było także przegrzewanie się silników. Rezultatem analizy tych problemów technicznych było powstanie zmodernizowanej wersji czołgu Chi-Ha – Typ 97 Shinhoto Chi-Ha, wyposażonej w nową wieżę i zmodernizowany kadłub. Wyprodukowane czołgi Typ 97 Chi-Ha były używane do końca wojny.
Japonia, która straciła dużą ilość uzbrojenia podczas konfliktu ze Związkiem Radzieckim, za nowy cel ataku obrała sobie Holenderskie Indie Wschodnie i Filipiny. Pojazdem, który zostaje wtedy ponownie wykorzystany na szeroką skalę był czołg typ 97 Chi-Ha. Pozyskane w ten sposób terytoria i doświadczenie, skłoniły dowódców japońskich do przeprowadzenia ataku na Pearl Harbor w 1941 roku. Następnym celem ekspansji Japonii były Malaje. W tamtym okresie jeszcze nic nie zwiastowało słabości armii Cesarstwa. Przegrane starcia z Amerykanami, wyposażonymi w czołgi M3 Stuart, skłoniły Japończyków do wznowienia prac nad rozwojem własnych czołgów.
Po II wojnie światowej był używany przez Chińską Armię Ludowo-Wyzwoleńczą w czasie chińskiej wojny domowej oraz na Indonezji.

## Konstrukcja
Czołg Typ 97 Chi-Ha miał klasyczną konstrukcję. W tylnej części nitowanego kadłuba umieszczono sześciocylindrowy silnik wysokoprężny. Układ jezdny składał się z sześciu kół jezdnych, koła napędowego, napinającego i trzech rolek podtrzymujących gąsienicę. Cztery środkowe koła jezdne były zblokowane po dwa i amortyzowane poziomymi resorami śrubowymi. Koła skrajne były zawieszone niezależnie i amortyzowane ukośnymi resorami śrubowymi.
Czołg był uzbrojony w armatę czołgową kalibru 57 mm Typ 90 lub Typ 97. Uzbrojeniem dodatkowym były dwa czołgowe karabiny maszynowe Typ 97, z których jeden zamocowany był z tyłu wieży, a drugi obok kierowcy. Załoga składała się z kierowcy, strzelca kadłubowego km, celowniczego i dowódcy. 